# Államok vezetőinek listája 733-ban
Ezen az oldalon az i. sz. 733-ban fennálló államok vezetőinek névsora olvasható földrészek, majd országok szerinti bontásban.

## Európa
- Asztúriai Királyság
- Király: Pelagius (718–737)

- Bizánci Birodalom
  - Császár: III. León (717–741)

- Bolgár Kánság
  - Kán: Kormeszos (721–738)

- Frank Birodalom
  - Király: Király: IV. Theuderic (721–737)
  - Majordomus: Martell Károly (717–741)

- Longobárd Királyság
  - Király: Liutprand (712–744)
  - Beneventói Hercegség
    - Herceg: Gregorius (732–739)

  - Friuli Hercegség
    - Herceg: Pemmo (706–739)

  - Spoletói Hercegség
    - Herceg: II. Transamund (720–739)

- Velencei Köztársaság
  - Dózse: Orso Ipato (726–737)

### Britannia
- Dál Riata
  - Király: III: Eochaid (726–733)
  - Király: I. Alpin (733)
  - Király: Muiredach (733–736)

- Essexi Királyság
  - Király: Swæfberht (709–738)

- Gwynedd
  - Király: Rhodri Molwynog ap Idwal (720–754)

- Kelet-angliai Királyság
  - Király: Ælfwald (713–749)

- Kenti Királyság
  - Király: II. Æthelberht (725–762) és I. Eadberht (725–748)

- Mercia
  - Király: Æthelbald (716–757)

- Northumbria
  - Király: Ceolwulf (729–737)

- Piktek
  -     - Király: I. Óengus (729–761)

- Strathclyde
  - Király: Teudebur (722–752)

- Wessexi Királyság
  - Király: Æthelheard (726–740)

## Ázsia
- Csampa
  - Király: II. Vikrantavarman (687-741)

- Ibériai Királyság
  - Király: III. Guaram (692–748)

- India
  - Anuradhapura
    - Király: III. Kasszapa (732–738)

  - Csálukja Birodalom
    - Király: Vidzsajaditja (696–733)
    - Király: II. Vikramaditja (733–746)

  - Karkota-dinasztia
    - Király: Lalitaditja (723–760)

  - Pallava
    - Király: II. Nandivarman (710–775)

  - Pándja-dinasztia
    - Király: Kocsadaijan Ranadhiran (710–735)

- Japán
  - Császár: Sómu (724–749)

- Kína (Tang-dinasztia)
  - Császár: Tang Hszüan-cung (712–756)

- Korea
  - Silla
    - Király: Szongdok (702–737)

  - Palhe
    - Király: Mu (719–738)

- Második Türk Kaganátus
  - Kagán: Bilge (717-734)

- Omajjád Kalifátus
  - Kalifa: Hisám (724–743)
  - Al-Andalusz
    - Kormányzó: Abd al-Malik ibn Katan al-Fihrí (732–734)

- Tibet
  - Király: Mé Akcom (704–755)

## Afrika
- Akszúmi Királyság
  - Akszúmi uralkodók listája
- Nekori Emirátus
  - Emír: I. Szálih ibn Manszúr (710–749)

## Amerika
- Copán
  - Király: Waxaklajuun Ub’aah K’awiil (695–738)
- Palenque
  - Király: III. K'inich Ahkal Mo' Nahb (721–738)
- Tikal
  - Király: I. Jasaw Chan K’awiil (682–734)

## Egyházfő
- Pápa: III. Gergely (731–741)
- Konstantinápolyi pátriárka: Anasztasziosz (730–754)

## Fordítás
- Ez a szócikk részben vagy egészben  a   Liste der Staatsoberhäupter 733 című német Wikipédia-szócikk ezen változatának fordításán alapul.  Az eredeti cikk szerkesztőit annak laptörténete sorolja fel. Ez a jelzés csupán a megfogalmazás eredetét és a szerzői jogokat jelzi, nem szolgál a cikkben szereplő információk forrásmegjelöléseként.